# کانه‌آرایی

شکلی از کانه آرایی

کانه‌آرایی عبارت است از عملیاتی است که بر روی مواد معدنی انجام می‌گیرد و به این عملیات فراوری مواد معدنی یا متالورژی استخراج نیز گفته می‌شود و در پایان این عملیات، مواد معدنی با ارزش تجاری از سنگ معدن جدا می‌شوند.
هر ماده معدنی که به‌طور اقتصادی قابل بهره‌برداری باشد، کانه نامیده می‌شود. هر کانه متشکل از شماری کانی است که دست کم یکی از آن‌ها کانی با ارزش موجود در ماده معدنی است و در واقع ماده معدنی برای دستیابی به آن کانی استخراج می‌شود. سایر کانی‌های تشکیل‌دهندهٔ ماده معدنی باطله (گانگ) نامیده می‌شوند. برای مثال الکتروم یک کانی است به شکل درخت کاج و در سنگ معدن طلا "کانه"و آلیاژی از طلا و نقره است و در عملیات فراوری مواد "کانه ارایی" جداسازی این کانی و دیگر کانی‌های با ارزش تجاری که در سنگ معدن وجود دارد از مواد باطله "گانگ" نتیجه پایانی "کانه ارایی" یا متالوژی استخراج می‌باشد.
هدف از عملیات کانه‌آرایی در بیشتر موارد، جدا کردن کانی یا کانی‌های با ارزش از گانگ است. کانه استخراج شده در آغاز عملیات کانه‌آرایی، خوراک نامیده می‌شود. پس از مجموعه عملیات کانه‌آرایی، محصولی به نام کنسانتره یا محصول آراسته تولید می‌شود. که مشخصات فنی آن توسط مصرف‌کننده یا کارگاه‌های فراوری مواد معدنی مشخص شده‌است. این مشخصات شامل عیار، دانه‌بندی، نوع و مقدار سایر کانی‌های همراه، میزان رطوبت و … می‌باشد که بر ارزش تجاری کنسانتره تأثیر گذار است.
تاریخ
قبل از ظهور ماشین آلات سنگین سنگ معدن را با پتک و توسط نیروی انسانی خرد می‌کردند و توسط کارگرهای معدنی یا از زندانی‌ها و محکومان به بیگاری برای این منظور استفاده می‌کردند.
به تدریج ابزارهای مورد استفاده در معادن پیشرفت کردند و برای مثال آسیاب تمبلر در اوایل سال ۹۷۳ در سمرقند و تا قرن ۱۱ میلادی در ایران، آفریقای جنوبی و آسیای میانه و جهان اسلام و همچنین اسپانیا مورد استفاده قرار می‌گرفت.
نمونه‌های پیشرفته تر این ابزارها آسیاب‌های بادی و آسیاب‌های آبی هستند که برای آرد کردن محصولات کشاورزی نیز مورد استفاده قرار می‌گرفتند و اولین استفاده انسان از انرژی‌های پایدار بدین صورت شکل گرفت و رفته رفته تکامل یافت تا امروز که شاهد تکنولوژی‌های پیشرفته و استفاده‌های گوناگون از انرژی‌های پایدار همچون باتری‌های خورشیدی و توربین‌های مولد برق بادی و … هستیم.
جدایش گرانشی ساده‌ترین و کم هزینه‌ترین فرایند در کانه آرایی می‌باشد. در یک جریان ملایم آب مواد پودر شده ریخته می‌شود و کانه‌های فلزی (دارای وزن مخصوص بیشتر) زود تر ته‌نشین می‌شوند و کانه‌های سبکتر به نقطه دور تری توسط جریان آب حمل می‌شوند. فرایند نیم پز کردن و پنینگ در استخراج طلا از همین اصل پیروی می‌کند. ماشین آلات مختلفی با استفاده از همین اصل اختراع شده‌است مانند ماشین ونر که در سال ۱۷۸۴ به ثبت رسید.
دستگاه‌های خردایش با استفاده از مخزن گردان و توپ‌های فلزی سنگین یا زنجیر و مدل‌های مختلف به منظور خردایش و جداسازی کانه‌ها و نظم دادن به کانی‌های بارزش یکسان و کنستانتره‌ها نیز ساخته شده‌است که از خصوصیات شیمی یا فیزیکی کانه مورد نظر برای جداسازی آنها استفاده می‌شود درست مانند جام حذفی المپیک.
تقسیم‌بندی عملیات کانه آرایی
خردایش
کاهش اندازه ذرات ماده معدنی و پودر کردن و تقسیم‌بندی بر اساس اندازه ذرات و الک کردن و مش بندی کردن و همگن سازی ذرات، غربالگری، افزایش غلظت، آبگیری، و به صورت کلی جداسازی و طبقه‌بندی مواد بر اساس خصوصیات فیزیکی یا شیمیایی و ارزش‌های تجاری کانی‌ها در این مرحله مطلوب نظر می‌باشد و انتخاب روش‌های مختلف بر اساس برآورد هزینه‌ها و تأثیرات در درجه خلوص محصول پایانی و در دسترس بودن تجهیزات مورد نیاز و فضای انباشتن و نیروی کاری مورد نیاز و قوانین زیست‌محیطی و میزان آلودگی و پسماندهای غیر مخرب چه در کوتاه مدت یا بلند مدت و سازگاری این فرایندها با زیست‌بوم و کاهش استفاده از مواد شیمیایی خطرناک و پسماندهای شیمیایی خطرناک که هم در تولید این مواد و هم در استفاده از این مواد آثار بسیار مخرب و غیرقابل جبران بجای خواهند گذاشت. امید است متخصصین در رشته معدن هرچه بیشتر از این روش‌ها دوری کنند و به سمت استفاده از انرژی‌های پایدار و سازگار با محیط زیست بروند. چه بسیار معادنی که به فاجعه‌های زیستی و شکست‌های اقتصادی تبدیل شدند که اگر از اول بجای آنکه چنین سرمایه ای را برای استخراج و نابودی منابع برگشت‌ناپذیر اختصاص داده‌اند به تولید انرژی یا استفاده از انرژی‌های پایدار اختصاص می‌دادند علاوه بر آنکه از منافع پایدار بهرمند می‌شدند بسیاری از این فاجعه‌های زیستی رخ نمی‌داد و بسیاری از آلودگی‌های زیستی و بیماریهای ناشی از آن گریبانگیر جوامع کنونی نمی‌شد. برای مثال می‌توان آلودگی‌های انتشار ترکیبات بسیار سمی جیوه یا گاز بسیار مرگ آور دی دی اکسید گوگرد یا ماده بسیار سمی سیانور که در کانه آرایی معادن طلا تولید می‌شوند را نام برد. مطالعات تکمیلی و تحقیقات کامل و شناخت خصوصیات دقیق شیمیایی و فیزیکی کانی مورد نظر و بررسی تاریخ معادن و روش‌های کانه آرایی و کانی‌شناسی می‌تواند کمک بسیار بزرگی هم در زمینه کاهش هزینه‌ها و هم در زمینه جلوگیری از تخریب محیط زیست انجام دهد.
عملیات خردایش معمولاً در محل معدن انجام می‌شود ولی عملیات آسیاب کردن می‌تواند هم در محل یا در کارگاه دیگری انجام شود. عملیات آسیاب کردن می‌تواند هم به صورت خشک و هم به صورت مرطوب انجام شود.
غربالگری
به عملیات دانه بندی و دسته‌بندی مواد معدنی گفته می‌شود و اندازه ذرات بنا. به نیازهای مصرف‌کنندگان تایین می‌شود. ساده‌ترین روش غربالگری عبور دادن مواد از تعدادی صفحه لرزان با مش بندی مختلف می‌باشد. تجحیزات غربالگری شامل الک کردن، دانه‌بندی خاک، صفحات افقی لرزان، فلیپ فلاپ و صفحه‌های میله ای و … می‌باشد. این صفحه‌های مش بندی شده می‌توانند ایستا یا متحرک و لرزان باشند. برخی ملاحظات در این فرایند شامل اندازه مش‌ها، جنس مش‌ها، آب‌بندی کردن، وجود مواد ناخواسته مانند چوب، پلاستیک و … می‌باشد.